# Microcyclops medius
Microcyclops medius is een eenoogkreeftjessoort uit de familie van de Cyclopidae. De wetenschappelijke naam van de soort is voor het eerst geldig gepubliceerd in 1986 door Dussart & Frutos.